# Francs-archers de Besançon
Les francs-archers de Besançon sont une confrérie militaire. Fondée avant 1336, ils fusionnent en 1773 avec les arbalétriers et arquebusiers ; ils se refondent, indépendamment, au XIXe siècle et disparaissent le siècle suivant.
Ses membres participent à plusieurs batailles historiques de la ville. Toutefois, ils consacrent d'avantage de temps aux parades et exercices militaires qu'à la guerre ; notamment le tir à l'oiseau.
Le colonel Charles d'Argy, alors stationné à Besançon, en fut le président, de 1860 à 1866.

## Historique

### Sous l'Ancien Régime
On peut remonter la trace des francs-archers jusqu'au XIVe siècle, lorsqu'en 1336, tous les membres de la confrérie meurent, sans exception, lors de la bataille de la Malcombe, opposant le Comté de Bourgogne à la Ville libre d'Empire de Besançon, qui en sort tout de même victorieuse.

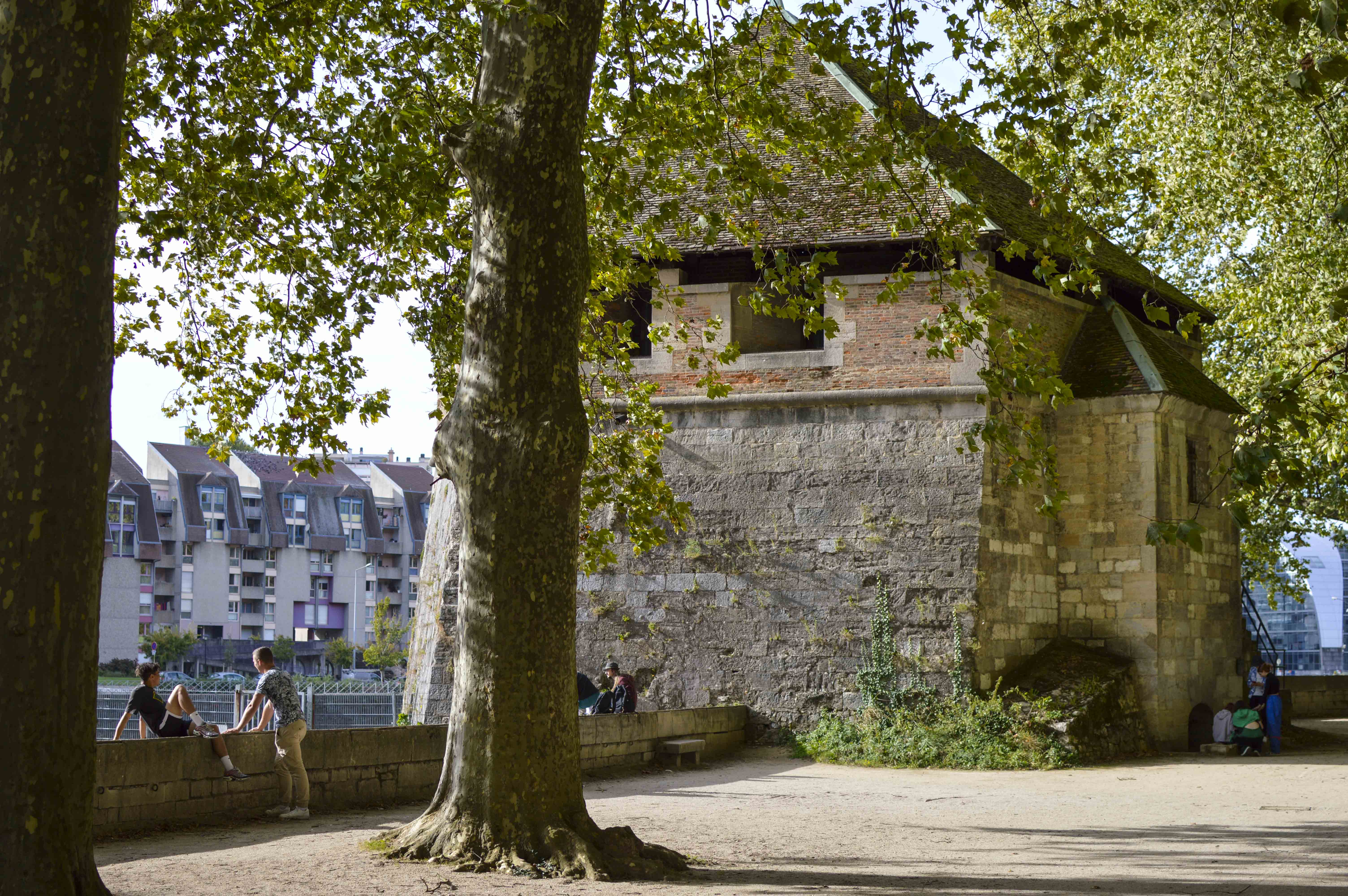
La tour du Marais

Lors du siège de 1674, qui se solde par l'annexion de Besançon au royaume de France, ses hommes se bâtent contre les armées de Louis XIV, depuis la tour bastionnée du Marais ; emplacement le plus exposé au feu ennemi.
Le 28 janvier 1773, a lieu la fusion des corporations de l'arquebuse de l’arbalète et de l'arc. Peu après la Révolution, le 23 juillet 1789, la confrérie unifiée se range sous l'autorité du colonel Louis Marie de Narbonne-Lara, acquis aux idées nouvelles. Elle s’auto-dissout, après un peu moins de 18 ans d'existence, le 19 décembre 1790.

### Recréation

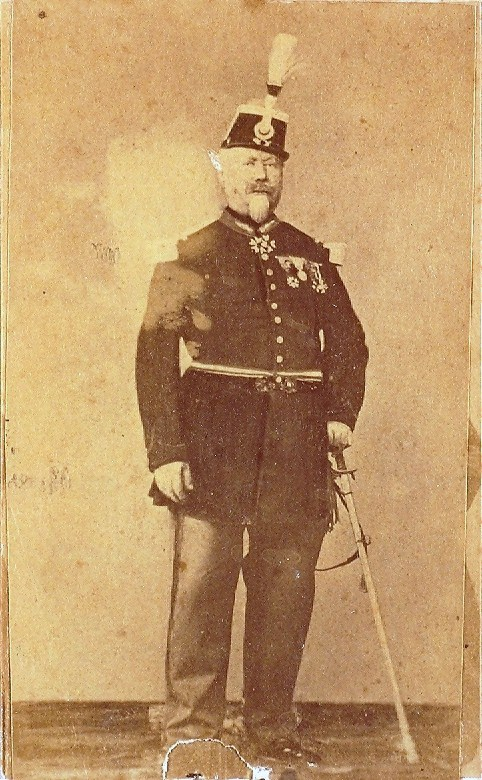
Charles d'Argy, président de la confrérie de 1860 à 1866.

Les chevaliers de l'arc se reforment brièvement sous la Restauration, avant de disparaitre à nouveau en 1830, lors de la révolution de juillet. Cependant, l’organisation sera de nouveau recréée.
Début 1860, elle n'est plus composée que de trois personnes, Gustave Gaugand, le poète Charles François Viancin - auteur contesté de la chanson Buveurs de la Germanie -, ainsi que d'un certain Maitre Olivier. Le 22 septembre de la même année, elle est rejointe par le colonel Charles d'Argy - qui en devient président -, un entrepreneur nommé Voisin, un commandant d'artillerie nommé Ordinaire, et un banquier nommé Gérard.
La confrérie enregistre alors de nombreux nouveaux membres. Toutefois, en raison d'obligations militaires le colonel d'Argy quitte l'organisation en 1866. Le chevalier Gaugand lui succède. Il en sera alors le dernier président. D'après Gaston Coindre, la pratique de l'arc perdurât jusqu'au XXe siècle.

## Organisation

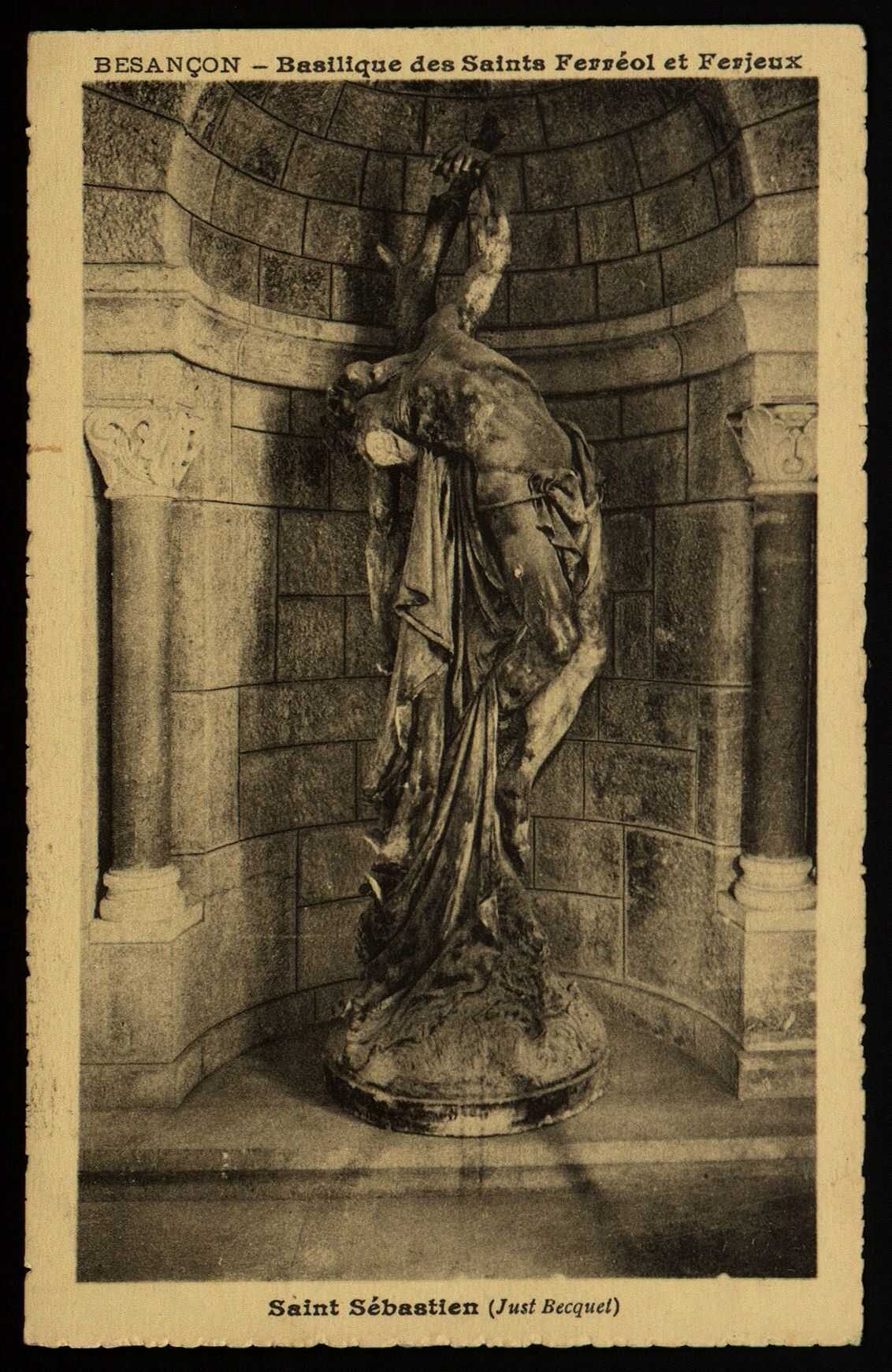
Saint-Sébastien par Just Becquet. Basilique Saint-Ferjeux. Carte postale ancienne.

### Statuts
Dans leurs statuts de 1608, les francs-archers sont sous le patronage de Saint-Sébastien, qu'ils célèbrent chaque année, le 20 janvier, sous peine d'amende.
Originellement réservée aux catholiques, aux XIXe siècle, l'organisation s'ouvre aux protestants, ainsi qu'aux juifs. Aussi, elle s'ouvre à toute les classes sociales ; rompant alors avec l'interdiction de 1725 envers les professions mécaniques .

### Présidents
Initialement l'organisation est dirigée par plusieurs capitaines ; A. Perron mentionne un certain Lemaillot, qui officie autour de 1775, comme capitaine de l'arc au sein de la confrérie unifiée.
Charles d'Argy mobilisé pour la campagne d'Italie, se retrouve en garnison à Besançon. Devenu rapidement une personnalité de la ville, il contribue à son développement sportif. Il inaugure le poste de président et dirigera les chevaliers de l'arquebuse, de 1860 à 1866.
Après 1866, Gustave Gaugand,  - fonctionnaire, entrepreneur et champion du tir à l'oiseau -, lui succède. Il en sera aussi le dernier dirigeant.

### Uniformes
En 1867, A. Perron, dans les lignes de la Revue littéraire de Franche-Comté, les décrit, au XVIIIe, vêtus d'un « [...] splendide uniforme habit d'écarlate doublé de rouge à boutons d'or avec veste et culotte jaune ventre de biche bordé d'or à la veste jarretières d'or à la culotte etc le tout surmonté d un superbe chapeau galonné suivant l'ordonnance [...] »
Dans sa description de Besançon, publiée en 1860, Alexandre Guénard dresse une description des chevaliers de l'arquebuse : « Le dernier costume des chevaliers de l’arquebuse consistait en un habit écarlate à brandebourgs en or et à boutons de même, marqués de deux fusils en sautoir. ».

## Activités
Bien qu'ayant participé à plusieurs des batailles historiques de la ville, les francs-archers consacrent d'avantage de temps aux parades et exercices militaires qu'a la guerre.

### Parades historiques
Le 14 mai 1775, les francs-archers accueillent le prince de Condé ainsi que son fils ; la compagnie « postée en haie sur la route, l'épée à la main, pour les attendre. » , avant de les conduire jusqu'à la porte de Battant. En 1780, ils accueillent Philippe Henri de Ségur, alors qu'il prend le commandement militaire de la province.

### Tir à l'oiseau ou«papegay»
Organisée dés le XVe siècle,, le tir à l'oiseau, aussi appelé « papegai », se déroule tous les ans au Petit-Chamars,; le jour de la Sainte-Anne.
Le 10 aout 1657, ils se rendent à un important concours de tir à Ornans.  En 1698, lorsque François-Joseph de Grammond est nommé archevêque de Besançon, à une fête publique, ils y affrontent la brigade dijonnaise.
Au XIXe siècle Antoine Louis Daclin, maire de Besançon de 1801 à 1816, sera plus qu'enthousiaste quant à la réintroduction de cette pratique.
Gaugand fut, à de nombreuses reprises, sacré roi, puis empereur du tir à l'oiseau. En raison du désistements de ses confrères, il représentera seul l'organisation au grand festival des rameau de Dijon, les 30 juin, 1 et 2 juillet 1866. Il y remporte le premier prix du tir à l'oiseau, ainsi que la médaille d'or, face aux confréries de Lyon, Châlons-sur-Saône, Dole, Auxonne et de Dijon.